# Villa Larca

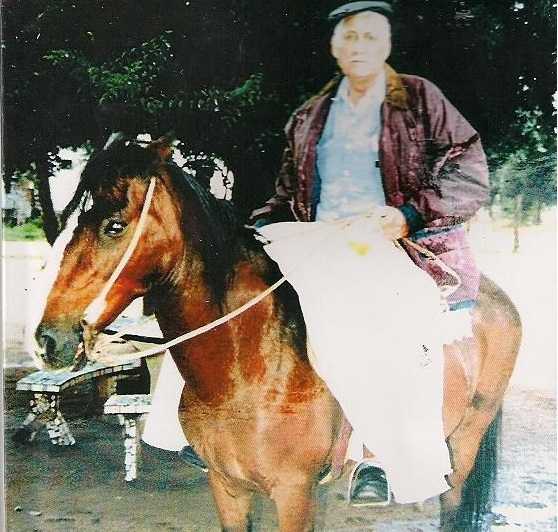
Cosme Nievas a caballo

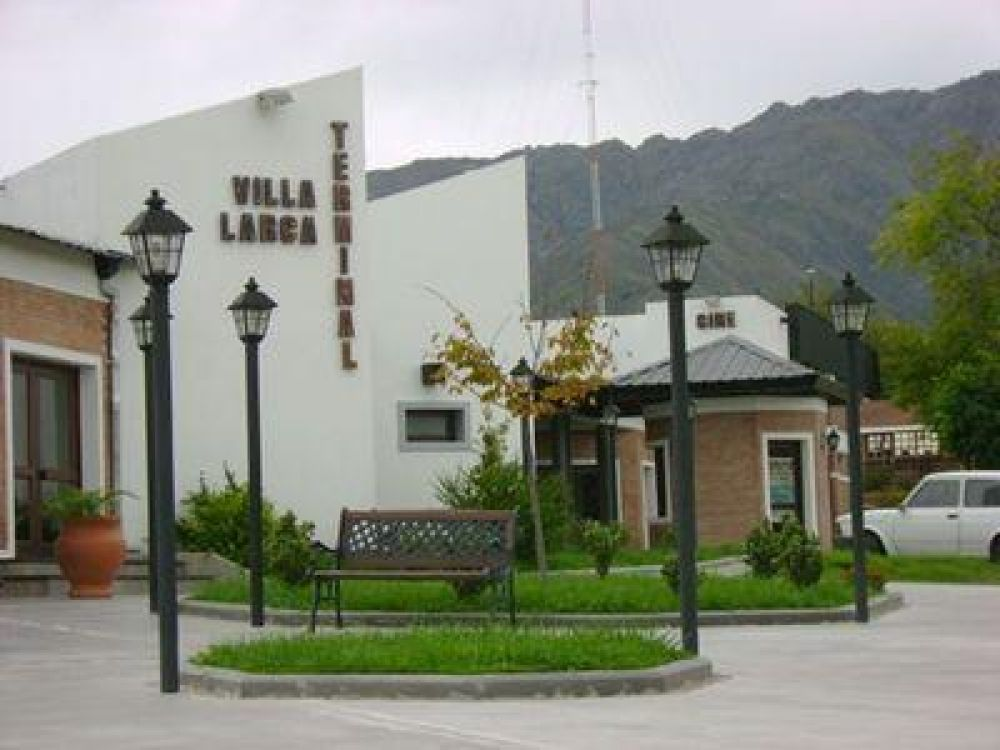
Terminal de Villa Larca, con las sierras Comechingones atrás.

Villa Larca es una localidad del Departamento Chacabuco, provincia de San Luis, Argentina. 
Se encuentra ubicada al pie de las Sierras de Comechingones, a 35 kilómetros de la ciudad de Merlo y a 145 de la ciudad cordobesa de Río Cuarto.

## Población
Registró 957 habitantes (Indec, 2010) del censo anterior. En comparación, el incremento poblacional del 2001 al 2010 fue del 33%.
Según el censo 2022 la población total de la Comisión municipal fue de 2217 personas. En tanto, el número de viviendas registradas fue de 746.
| Gráfica de evolución demográfica de Villa Larca entre 1895 y 2022 |
|                                                                   |
| Fuente: Censos nacionales del INDEC                               |

## Historia
El origen de Villa Larca se remonta al siglo XVIII, cuando el propietario de una merced real, Marcos Becerra, otorgó las tierras de La Larca al teniente Francisco Ferreyra en 1727 por haberle servido y acompañado en sus trabajos. Ferryra, ya  ascendido como capitán, obtuvo la posesión de otras tierras en 1731, por parte de alcalde Miguel de Vilchez. La hermana de Ferreyra, Pascuala, contrajo matrimonio con Narciso de Sosa dando origen a la familia Sosa-Ferreyra. Sosa fue otro poblador de la zona quien en su testamento de 1750, dejó establecido que se edificara una capilla en honor a Nuestra Señora de la Merced, y donó media legua de tierra para ese fin. Sin embargo, el poblamiento de Villa Larca se vio dificultado por los conflictos entre los descendientes de los Sosa-Ferreyra, que no se ponían de acuerdo en la propiedad de los terrenos; este enfrentamiento fue conocido como el “Pleito Larca".
Fue el entonces gobernador de San Luis, Justo Daract, quien intervino para solucionar el conflicto, formando el 21 de junio de 1858 una comisión integrada por: el cura rector y vicario párroco de la provincia, Joaquín Tula, junto al secretario de Campaña del Gobernador, Carlos Juan Rodríguez y el asesor de la Cámara de Justicia, Carlos Tagleel. Al día siguiente resolvieron reconocer como propiedad de la Iglesia la donación de Narciso Sosa, reservar un área de terreno para elevar la población al rango de Villa, y distribuir gratuitamente y en pequeñas fracciones las tierras entre los individuos de ambas familias y a quienes quisieran radicarse en el lugar. Además, se estableció las normas para delimitar Villa Larca y otorgar los títulos de propiedad, por lo que se considera el 22 de junio de 1858 (167 años) como el día de la fundación formal de la localidad.  
En los primeros años la autoridad principal recaía en el Juzgado de Paz, y desde 1886 surgen los primeros datos acerca de la formación de Comisión municipal a cargo de la jurisdicción de Larca, que abarcaba además las actuales localidades de Cortaderas y Papagayos.
En 1922, por medio del ingeniero Manuel E. Callaba, se estableció formalmente la ubicación de la población Larca - ahora Villa Larca - en el campo de la "Media Legua", también como campo de "La Virgen".

### Explotación minera de uranio
Entre 1953 y 1964 la mina "La Estela", ubicada a pocos kilómetros de Villa Larca, explotada privadamente, produjo alrededor de 3.400 toneladas de mineral con ley media de 0,4 % U (equivalentes a unos 13–14 t de uranio metálico, o ~16–17 t de yellowcake). Durante la década de 1960, parte de este concentrado fue enviado a Israel en el marco de acuerdos secretos del gobierno argentino (1963–1965) bajo la presidencia de Arturo Illia, representado por la CNEA. De los 80–100 t de yellowcake exportadas en ese periodo para el reactor de Dimona, se estima que La Estela aportó entre 10 y 20 t (aprox. 10–20 % del total), contribuyendo de forma significativa al combustible nuclear que permitió la producción de plutonio para su programa armamentístico.

### Nombre
Existen varios relatos sobre el origen de la palabra “Larca”. Uno de ellos indica que significa «acequia, zanja o canal por donde se conducen las aguas para regar y para otros fines». Otro relato menciona al “Cacique Larca”, antiguo jefe de las tribus Comechingones, que vivió hacia el año 1595 en la zona que hoy se conoce como el Departamento de  Chacabuco.